# Montecito Heights
Montecito Heights est un petit quartier du nord-est de Los Angeles. La population en 2000 était estimée à 16 768 habitants.

## Géographie et transports
Les limites de Montecito Heights sont à peu près l'autoroute Pasadena (SR 110) ou l'Arroyo Seco au nord-ouest, l'avenue Pasadena à l'ouest, l'avenue 33 au sud, Huntington Drive au sud-est et le chemin Monterey à l'est. Les quartiers voisins sont Monterey Hills au nord-est, El Sereno au sud-est, Lincoln Heights au sud-ouest, Mount Washington au nord-ouest et Highland Park au nord. En raison du terrain accidenté, aucune artère majeure ne traverse la région, mis à part l'avenue Griffin. Le quartier est en grande partie inclus dans le code postal 90031.

## Quartier
Connu par les habitants comme le « désert de la ville »[réf. nécessaire], Montecito Heights se trouve sur les Monterey Hills qui divisent le bassin de Los Angeles de la vallée de San Gabriel. Montecito Heights est une zone relativement isolée de verdure et de secteurs résidentiels branchés. Il est possible d'y observer Los Angeles depuis les collines du quartier. Avec le quartier Highland Park voisin et Pasadena, c'est l'un des centres historiques du mouvement des Arts et Métiers.